# Сирагов, Павел Иванович
Павел Иванович Сирагов (27 марта 1922, Новоград-Волынский — 30 апреля 2008, Вильнюс) — заместитель командира батальона по политической части 199-го гвардейского стрелкового полка 67-й гвардейской стрелковой дивизии 6-й гвардейской армии 1-го Прибалтийского фронта, гвардии старший лейтенант. Герой Советского Союза.

## Биография
Родился 27 марта 1922 года в городе Новоград-Волынский ныне Житомирской области. Русский. В 1939 году окончил среднюю школу № 2 в Новоград-Волынском. Работал бухгалтером, затем технормировщиком артели «Газомотор» в городе Тальное Черкасской области.
В апреле 1941 года призван в ряды Красной Армии. В боях Великой Отечественной войны с 1941 года. Воевал на Западном, Сталинградском, Донском, Воронежском, Калининском и 1-м Прибалтийском фронтах. Член КПСС с 1943 года.
Указом Президиума Верховного Совета СССР от 24 марта 1945 года за образцовое выполнение боевых заданий командования и проявленные при этом мужество и героизм гвардии старшему лейтенанту Сирагову Павлу Ивановичу присвоено звание Героя Советского Союза с вручением ордена Ленина и медали «Золотая Звезда».
После окончания Великой Отечественной войны продолжал службу в армии. С февраля 1973 года полковник П. И. Сирагов в запасе. Жил в городе Вильнюс. Работал заместителем начальника Вильнюсской автошколы ДОСААФ.
Умер 30 апреля 2008 года. Похоронен на кладбище Кайренай в Вильнюсе.
Заслуженный работник культуры Литовской ССР. Награждён орденами Ленина, Красного Знамени, Отечественной войны 1-й степени, 2 орденами Красной Звезды, медалями. На здании Новоград-Волынской школы № 2 установлена мемориальная доска Герою. Почётный гражданин города Новоград-Волынский